# Чамли, Хью, 5-й барон Деламер
Хью Джордж Чамли, 5-й барон Деламер (англ. Hugh George Cholmondeley, 5th Baron Delamere; 18 января 1934 — 7 октября 2024) — британский пэр. С 1934 по 1979 год он был известен как достопочтенный Хью Джордж Чамли. Он был известной фигурой в эволюции и развитии постколониальной Кении. Образование получил в колледже Магдалины в Кембридже. Он владел обширным ранчо Сойсамбу в Кении.

## Биография
Родился 18 января 1934 года. Единственный сын Томаса Питта Гамильтона Чамли, 4-го барона Деламера (1900—1979), и Филлис Энн Монтегю-Дуглас-Скотт (1904—1978), внучка 6-го герцога Баклю и 7-го герцога Ратленда. Хью Деламер (как его называют родственники и друзья) — косвенный потомок сэра Роберта Уолпола, первого премьер-министра Великобритании.
13 апреля 1979 года после смерти своего отца Хью Джордж Чамли унаследовал титул 5-го барона Деламера. Он получил образование в Итонском колледже, а затем поступил в колледж Магдалины в Кембридже. Получив степень бакалавра в 1955 году, в 1959 году он получил степень магистра.
11 апреля 1964 года Хью Чамли женился на Энн Уиллоуби, дочери сэра Патрика Мьюира Ренисона. У пары был один сын:
- Достопочтенный Томас Патрик Гилберт Чамли[англ.] (19 января 1968 — 17 августа 2016)[5].

В этот период семья Чамли продолжала владеть землёй в Чешире и другими владениями в Великобритании; но бывшая баронская резиденция Vale Royal Abbey была продана в 1947 году. Титул барона Деламера и ветвь семьи Чамли были родом из Чешира, поэтому в 1987 году его попросили стать мировым судьёй этого графства.

### Смерть
Умер на ранчо Сойсамбу 7 октября 2024 года в возрасте 90 лет, после болезни.